# Малый серый киви
Ма́лый се́рый ки́ви, или малый пятнистый киви, или ки́ви Оуэна (лат. Apteryx owenii) — один из видов птиц, относящихся к единственному роду Apteryx в семействе Apterygidae в отряде кивиобразных (Apterygiformes). Выделяют два подвида, один из которых вымер в XIX веке. Видовое название дано в честь английского зоолога Ричарда Оуэна.

## Общая характеристика
Малый серый киви — эндемичный вид птиц, встречается исключительно в Новой Зеландии и водится только на островке Капити, хотя раньше обитал и в лесах Южного острова.
Это самый маленький из видов киви; достигает длины 35—45 см; самцы весят от 0,88 до 1,36 кг, а самки — от 1,0 до 1,95 кг.
Птицы спариваются обычно в начале сентября. Гнездятся в норах на лесной подстилке, откладывая одну-две кладки яиц. Птенцы появляются на свет крупными, что повышает их шансы на выживание в сложных условиях.
В отличие от большинства других птиц, малые серые киви воспринимают окружающую среду через слух и обоняние, а не зрение. Ведут ночной образ жизни в лесу, днём прячутся в укромных норах. Годами живут парами на своей определённой территории, защищая её при помощи громких криков.
Всеядны, в основной рацион входят беспозвоночные (черви, личинки майского жука и долгоножек, гусеницы и пауки) и плоды деревьев и кустарников.

## Подвиды и распространение
Выделяют два подвида:
- Apteryx owenii owenii (Gould, 1847) — в настоящее время распространён на острове Капити.
- † Apteryx owenii iredalei (Mathews, 1935) — вымерший подвид, обитал на Северном острове.

## Угрозы
В результате истребления яиц завезёнными животными (кошками) малый серый киви вымер в основной части своего ареала.
Популяция в 1500 особей сохранилась на острове Капити, откуда этот вид повторно расселяют на другие изолированные острова.
Занесён в международную Красную Книгу со статусом близкий к уязвимому положению (NT).

## Генетика
Молекулярная генетика
- Депонированные нуклеотидные последовательности в базе данных EntrezNucleotide, GenBank, NCBI, США: 141 (по состоянию на 18 февраля 2015).
- Депонированные последовательности белков в базе данных EntrezProtein, GenBank, NCBI, США: 140 (по состоянию на 18 февраля 2015).